# انتخابات الرئاسة الأمريكية 1904
الانتخابات الرئاسية الأمريكية 1904 هي الانتخابات الرئاسية الأمريكية التي جرت في 8 نوفمبر 1904، لانتخاب رئيس الولايات المتحدة، فاز بالانتخابات ثيودور روزفلت.